# سيسيل كاراتانتشيفا

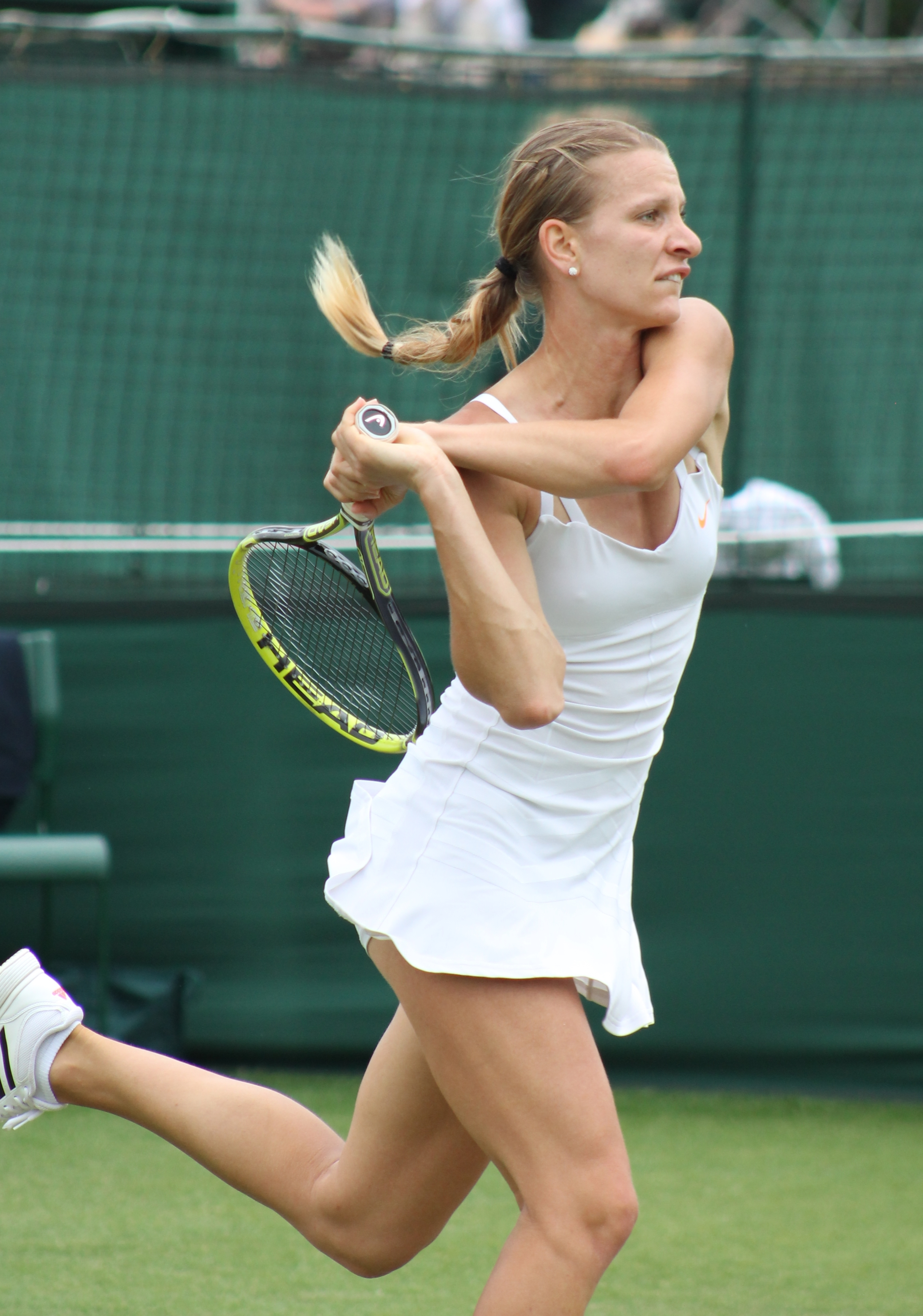
سيسيل كاراتانتشيفا

سيسيل كاراتانتشيفا (بالبلغارية: Сесил Каратанчева)، هي لاعبة تنس بلغارية من مواليد 8 أغسطس 1989 في صوفيا. واكتسبت الجنسية الكازاخية منذ يناير 2009.
تلقب اللاعبة بـ K، وقد وعدت بأن يكون لها مستقبل مشرق في هذه الرياضة قبل أن يُتفطن بأنها تستهلك المنشطات في 2005 وعلقت من أي منافسة رسمية لمدة عامين.

## روابط خارجية
- سيسيل كاراتانتشيفا على موقع رابطة محترفات التنس (الإنجليزية)
- سيسيل كاراتانتشيفا على موقع الاتحاد الدولي لكرة المضرب (الإنجليزية)
- سيسيل كاراتانتشيفا على موقع كأس بيلي جين كينغ (الإنجليزية)
- سيسيل كاراتانتشيفا على موقع خلاصة التنس.كوم (الإنجليزية)
- سيسيل كاراتانتشيفا على موقع إي إس بي إن.كوم (الإنجليزية)